# Lijst van Alarmschijven in 2004
Deze hits waren in 2004 Alarmschijf op Radio 538:
| Nr.  | Datum        | Artiest                            | Titel                               | Hoogste positie in Top 40 |
| ---- | ------------ | ---------------------------------- | ----------------------------------- | ------------------------- |
| 1758 | 3 januari    | Blue, Stevie Wonder & Angie Stone  | Signed, Sealed, Delivered I'm Yours | 11                        |
| 1759 | 10 januari   | Evanescence                        | My Immortal                         | 5                         |
| 1760 | 17 januari   | Jay-Z & Pharrell Williams          | Change Clothes                      | 18                        |
| 1761 | 24 januari   | Motorcycle                         | As the Rush Comes                   | 9                         |
| 1762 | 31 januari   | P!nk                               | God Is a DJ                         | 6                         |
| 1763 | 7 februari   | The Rasmus                         | First Day of My Life                | 13                        |
| 1764 | 14 februari  | Dinand Woesthoff                   | Dreamer (Gussie's song)             | 1(2wk)                    |
| 1765 | 21 februari  | Kurt Nilsen                        | She's So High                       | 4                         |
| 1766 | 28 februari  | Marco Borsato & Do                 | Voorbij                             | 1(3wk)                    |
| 1767 | 6 maart      | 3 Doors Down                       | Here Without You                    | 6                         |
| 1768 | 13 maart     | Anastacia                          | Left outside alone                  | 2                         |
| 1769 | 20 maart     | Usher, Lil' Jon & Ludacris         | Yeah!                               | 1(4wk)                    |
| 1770 | 27 maart     | Sugababes                          | In the Middle                       | 7                         |
| 1771 | 3 april      | Nelly Furtado                      | Try                                 | 10                        |
| 1772 | 10 april     | Enrique Iglesias & Kelis           | Not in Love                         | 6                         |
| 1773 | 17 april     | Eamon                              | Fuck It (I Don't Want You Back)     | 1(4wk)                    |
| 1774 | 24 april     | Tiësto & BT                        | Love Comes Again                    | 3                         |
| 1775 | 1 mei        | Christina Milian                   | Dip It Low                          | 6                         |
| 1776 | 8 mei        | Avril Lavigne                      | Don't Tell Me                       | 8                         |
| 1777 | 15 mei       | Boris                              | When You Think of Me                | 1(3wk)                    |
| 1778 | 22 mei       | Mario Winans & Enya & P. Diddy     | I Don't Wanna Know                  | 1(1wk)                    |
| 1779 | 29 mei       | Counting Crows & BLØF              | Holiday in Spain                    | 1(5wk)                    |
| 1780 | 5 juni       | Maroon 5                           | This Love                           | 3                         |
| 1781 | 12 juni      | Usher                              | Burn                                | 9                         |
| 1782 | 19 juni      | Nelly Furtado                      | Força                               | 3                         |
| 1783 | 26 juni      | Do                                 | Love Is Killing Me                  | 6                         |
| 1784 | 3 juli       | Nina Sky & Jabba                   | Move Ya Body                        | 4                         |
| 1785 | 10 juli      | Anastacia                          | Sick and Tired                      | 2                         |
| 1786 | 17 juli      | Hoobastank                         | The Reason                          | 9                         |
| 1787 | 24 juli      | JoJo                               | Leave (Get Out)                     | 4                         |
| 1788 | 31 juli      | D12                                | How Come                            | 7                         |
| 1789 | 7 augustus   | Maroon 5                           | She Will Be Loved                   | 6                         |
| 1790 | 14 augustus  | Ana Johnsson                       | We Are                              | 16                        |
| 1791 | 21 augustus  | Nelly                              | My Place                            | 2                         |
| 1792 | 28 augustus  | Intwine                            | Cruel Man                           | 7                         |
| 1793 | 4 september  | Houston, Chingy, Nate Dogg & I-20  | I Like That                         | 13                        |
| 1794 | 11 september | Ashlee Simpson                     | Pieces of Me                        | 20                        |
| 1795 | 18 september | Joss Stone                         | You Had Me                          | 4                         |
| 1796 | 25 september | Marco Borsato & Ali B              | Wat Zou Je Doen                     | 1(4wk)                    |
| 1797 | 2 oktober    | Natasha Bedingfield                | These Words                         | 4                         |
| 1798 | 9 oktober    | Nelly Furtado                      | Explode                             | 13                        |
| 1799 | 16 oktober   | Tiësto & Kirsty Hawkshaw           | Just Be                             | 3                         |
| 1800 | 23 oktober   | Within Temptation                  | Stand My Ground                     | 4                         |
| 1801 | 30 oktober   | Christina Aguilera & Missy Elliott | Car Wash                            | 3                         |
| 1802 | 6 november   | Live                               | We Deal in Dreams                   | 21                        |
| 1803 | 13 november  | Anastacia                          | Welcome to My Truth                 | 14                        |
| 1804 | 20 november  | Gwen Stefani                       | What You Waiting For?               | 7                         |
| 1805 | 27 november  | BLØF                               | Opstand                             | 13                        |
| 1806 | 4 december   | Maroon 5                           | Sunday Morning                      | 20                        |
| 1807 | 11 december  | Linkin Park & Jay-Z                | Numb/Encore                         | 5                         |
| 1808 | 18 december  | Evanescence                        | Missing                             | geen notering             |
| 1809 | 25 december  | Robbie Williams                    | Misunderstood                       | 8                         |

1969 ·
1970 ·
1971 ·
1972 ·
1973 ·
1974 ·
1975 ·
1976 ·
1977 ·
1978 ·
1979 ·
1980 ·
1981 ·
1982 ·
1983 ·
1984 ·
1985 ·
1986 ·
1987 ·
1988 ·
1989 · 
1990 · 
1991 · 
1992 · 
1993 · 
1994 · 
1995 · 
1996 · 
1997 · 
1998 · 
1999 · 
2000 · 
2001 · 
2002 · 
2003 · 
2004 · 
2005 · 
2006 · 
2007 · 
2008 · 
2009 ·
2010 ·
2011 ·
2012 ·
2013 ·
2014 ·
2015 ·
2016 ·
2017 ·
2018 ·
2019 ·
2020 ·
2021 ·
2022 ·
2023 ·
2024 ·
2025